# Atta (zoologia)
Atta Fabricius, 1805 è un genere di formiche della sottofamiglia Myrmicinae, comprendente specie diffuse nelle zone a clima tropicale del continente americano, in particolare nel Texas, nel Messico e nella parte settentrionale dell'America del sud.
Il genere Atta è noto soprattutto per le abitudini alimentari delle colonie, che, come in molte altre specie di Myrmicinae, ricorrono ad una forma avanzata di orticoltura, usano cioè coltivare il micelio di un fungo all'interno del nido, per produrre le risorse alimentari.

## Descrizione
Come tutte le altre specie della sottofamiglia Myrmicinae, le specie del genere Atta sono caratterizzate dalla presenza di un peziolo biarticolato fra l'addome ed il torace, e dalla presenza di un corto pungiglione sulla sommità posteriore dell'addome. Le specie appartenenti a questo genere sono caratterizzate dalla presenza di 9 denti nel margine interno delle mandibole, e presentano antenne lunghe e sottili, costituite da 10 articoli. Le caratteristiche morfologiche degli esemplari variano secondo la casta a cui appartengono.

### Regine

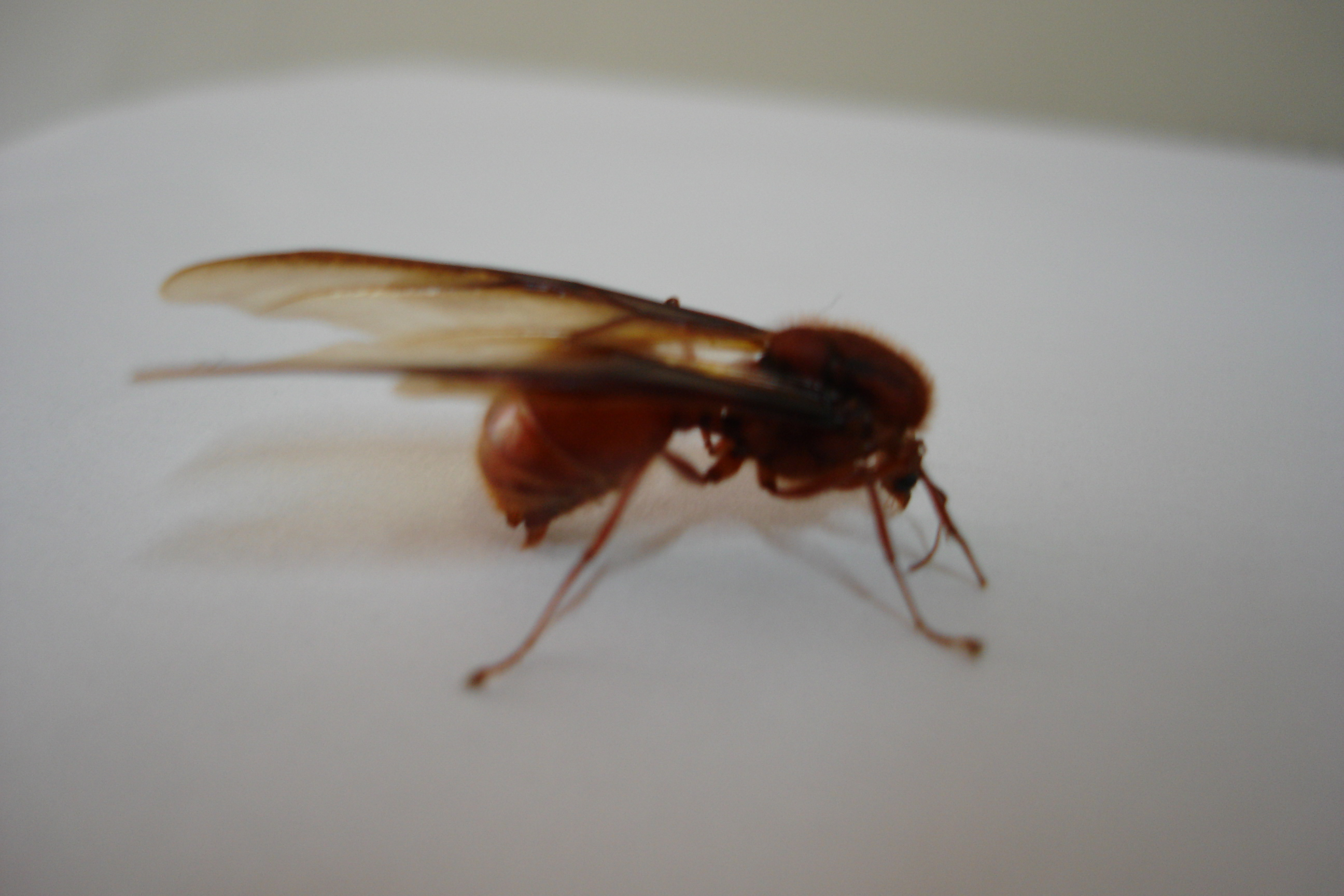
Regina alata di Atta sp.

Le regine delle specie del genere Atta raggiungono dimensioni relativamente grandi, fino a circa 1 centimetro di lunghezza. Esse sono caratterizzate da un capo dal profilo triangolare, di dimensioni ridotte rispetto al resto del corpo, provvisto di ocelli rossi sulla parte inferiore dell'occipite e mandibole sviluppate, anch'esse triangolari, leggermente distaccate dalla sommità dell'apparato boccale. Il torace, alto e peloso, presenta il pronoto unito al mesonoto, e leggermente rialzato rispetto all'epinoto. Nelle regine di Atta, la colorazione del corpo varia dal rosso al marrone, ed è più scura sull'addome.

### Operaie minor
Le operaie minor (quelle di minori dimensioni) curano la prole e la regina, e trattano i funghi della coltivazione appartenente alla colonia. Esse presentano una colorazione chiara, variabile dal rosso al bruno, ed un corpo di dimensioni che si aggirano attorno ai 2 millimetri. Il capo, di grandi dimensioni rispetto al resto del corpo, presenta una forma squadrata ed è privo di ocelli. Gli occhi sono generalmente piccoli e situati ai lati della parte superiore della fronte. Il clipeo è piatto e schiacciato sulla fronte, mentre le mandibole, tozze e ricurve, sono leggermente distaccate dalla sommità dell'apparato boccale e presentano una forma vagamente triangolare. Il torace è lungo ed irregolare, di aspetto slanciato, e presenta due paia di corte spine sulla sua parte dorsale. Il pronoto è rialzato rispetto all'epinoto. Nelle operaie delle specie del genere Atta, inoltre, l'addome, di forma ovale, è di dimensioni ridotte rispetto al resto del corpo.

### Operaie major
Le operaie major, note anche come tagliafoglie, hanno i compito di raccogliere pezzi di foglie nell'ambiente esterno e di portarle al nido, dove vengono utilizzate per costruire lettiere su cui vengono coltivati i funghi della coltivazione. Le operaie major presentano un capo di maggiori dimensioni rispetto alle minor e dalla caratteristica forma a ciliegia, ovvero con il margine occipitale concavo, penetrante all'interno dell'occipite in un solco trasversale che termina sulla parte mediana di quest'ultimo. Hanno mandibole ampie e resistenti, ricurve e rivolte verso il basso, adatte a tagliare i margini delle foglie.

## Biologia

### Struttura sociale e nidificazione
Le colonie di Atta nidificano generalmente in ambienti forestali umidi, scavando il nido nel sottosuolo. In queste specie, la popolazione delle operaie presenta un polimorfismo fra gli esemplari operai, che consente di distinguerli, in base alle loro caratteristiche morfologiche, in minor (minori) e major (maggiori). 
Le colonie di Atta possono raggiungere gli 8 milioni di individui adulti, con un'unica regina. I nidi di queste specie raggiungono generalmente fino a 5 metri di profondità; nella specie Atta cephalotes, tuttavia, i nidi possono raggiungere gli 8 metri di profondità nel sottosuolo (costituendo vere e proprie trappole per gli animali di grandi dimensioni, fra cui i bovini, che, passandovi sopra, rischiano di sprofondare dentro le buche e di rimanervi intrappolati). I nidi più grandi possono comprendere più di 2000 camere (fra cui sale immense in cui un uomo potrebbe stare in piedi) ed avere più di 1000 ingressi.

### Alimentazione
Le colonie del genere Atta si nutrono quasi esclusivamente del micelio dei funghi della divisione Basidiomycota, che coltivano all'interno del nido, su un substrato formato da frammenti di foglie tagliate ed altri residui vegetali. Ciascuna specie di Atta coltiva una precisa specie di fungo.
Per comporre il substrato della coltivazione, una colonia della specie Atta cephalotes può arrivare a consumare una quantità di foglie giornaliera pari all'intera razione di un bovino adulto. Le operaie major di queste specie tagliano le foglie con le mandibole, e le trasportano al nido dove le depositano nella camera della coltivazione. Esse possono trasportare una quantità di foglie tagliate fino a 3 volte il loro peso. Le specie di Atta utilizzano le foglie di qualsiasi specie a foglia larga per la coltivazione; per questo motivo, l'agricoltura in America meridionale è danneggiata dalla presenza di queste formiche.
Le operaie minor coltivano i funghi all'interno di apposite camere del nido, tappezzate di lettiere costruite con i pezzi di foglie tagliate e raccolte dalle operaie major all'esterno del nido. Le formiche arricchiscono il substrato con gli escrementi e con residui vegetali, e lo mantengono umido bagnandolo continuamente con la saliva. Le formiche non si nutrono del corpo fruttifero del fungo, bensì delle sue ife. Per evitare la formazione degli ingombranti corpi fruttiferi, le operaie minor raggruppano e legano le ife in grappoli, impedendone la crescita.

### Riproduzione
Ogni colonia è costituita da una sola regina (unico individuo riproduttivo) e centinaia di migliaia di operaie sterili. Annualmente le colonie mature producono giovani individui riproduttori alati di entrambi i sessi, che si allontanano nel corso di voli nuziali. L'accoppiamento vero e proprio si svolge in volo, e, poiché molte colonie effettuano i loro voli nuziali nel corso di periodi simili, le probabilità di accoppiamento tra individui di colonie diverse sono molto elevate. Questo fenomeno è detto outbreeding. Spesso nel corso della copula le coppie cadono a terra e vengono prese di mira dai maschi che cercano di accoppiarsi. Dopo il volo nuziale tutti i maschi muoiono. La funzione del maschio è infatti quella di fornire gli spermatozoi, che saranno conservati e mantenuti in vita nella spermateca della regina. 
La regina, prima di partire per il volo nuziale inserisce un ciuffo di miceli del fungo nella tasca infraboccale (cibarium), una cavità che si trova dietro l'apertura dell'esofago. Dopo l'accoppiamento la regina si libera delle ali e scava a terra una buca per la costituzione di una nuova colonia in cui inserisce il micelio. Da qui ha inizio una nuova fungaia, alimentata dalle prime uova inserite. Dopo tre giorni la fondatrice inserisce altre 3-6 uova. Dopo un mese la covata è racchiusa in un tappeto di funghi proliferanti. La regina si nutre del 90% delle uova, ma non tocca la coltura iniziale di funghi in quanto troppo delicata. La regina infatti sopravvive solo grazie alla propria riserva adiposa e alla catalisi dei muscoli alari. Quando nascono, le operaie iniziano a cibarsi del fungo e si fanno carico della sua coltivazione. Dopo una settimana le giovani formiche aprono il varco originariamente scavato dalla regina e cominciano a foraggiare nelle vicinanze, ricominciando da capo il ciclo. A questo punto la regina è una macchina per deporre uova, mentre le operaie hanno assunto tutti i compiti della colonia. 

### Attacchi di Nomamyrmex
Le colonie di Atta costituiscono il principale bersaglio delle specie nomadi appartenenti al genere Nomamyrmex, diffuso in parte dell'America centro-meridionale. Le colonie di queste specie, che non presentano nidi fissi, compiono lunghe migrazioni nelle zone forestali, depredando i nidi di Atta che trovano nel percorso. Per difendersi dagli attacchi delle colonie di Nomamyrmex, le colonie della specie Atta cephalotes hanno sviluppato un rapporto simbiotico con la lucertola Amphisbaena alba, con la quale convivono all'interno del nido. Le femmine di questa specie depongono le uova all'interno dei nidi di Atta cephalotes. Al momento dell’attacco, la lucertola, per difendere le proprie uova, esce dal nido ed uccide le Nomamyrmex.

## Tassonomia
Comprende le seguenti specie:
- Atta bisphaerica Forel, 1908
- Atta capiguara Gonçalves, 1944
- Atta cephalotes Linnaeus, 1758
- Atta colombica Guérin-Méneville, 1844
- Atta cubana Fontenla Rizo, 1995
- Atta goiana Gonçalves, 1942
- Atta insularis Guérin-Méneville, 1845
- Atta laevigata Smith, 1858
- Atta mexicana Smith, 1858
- Atta opaciceps Borgmeier, 1939
- Atta pilosa Buckley, 1866
- Atta praecursor Frič & Bayer, 1901 †
- Atta robusta Borgmeier, 1939
- Atta saltensis Forel, 1913
- Atta sexdens Linnaeus, 1758
- Atta tardigrada Buckley, 1866
- Atta texana Buckley, 1860
- Atta vollenweideri Forel, 1893